# شردنية شرقية
شردنية شرقية (الاسم العلمي:Chardinia orientalis) هي النوع النباتي الوحيد الذي يتبع جنس الشردنية من فصيلة النجمية.